# Акідауана (мікрорегіон)

Акідауана на карті штату Мату-Гросу-ду-Сул

Акідауана (порт. Microrregião de Aquidauana) — мікрорегіон в Бразилії, входить в штат Мату-Гросу-ду-Сул. Складова частина мезорегіону Пантанайс-Сул-Мату-Гроссенсіс. Займає площу 27 730,940 км². Чиселність населення становить 105 688 чоловік на 2006 рік. Густота населення — 3,81 чол./км².

## Склад мікрорегіону
До складу мікрорегіону включені наступні муніципалітети:
1. Анастасіу
2. Акідауана
3. Дойс-Ірманс-ду-Буріті
4. Міранда

| Бразилія | Це незавершена стаття з географії Бразилії. Ви можете допомогти проєкту, виправивши або дописавши її. |